# یان شفیدرسکی

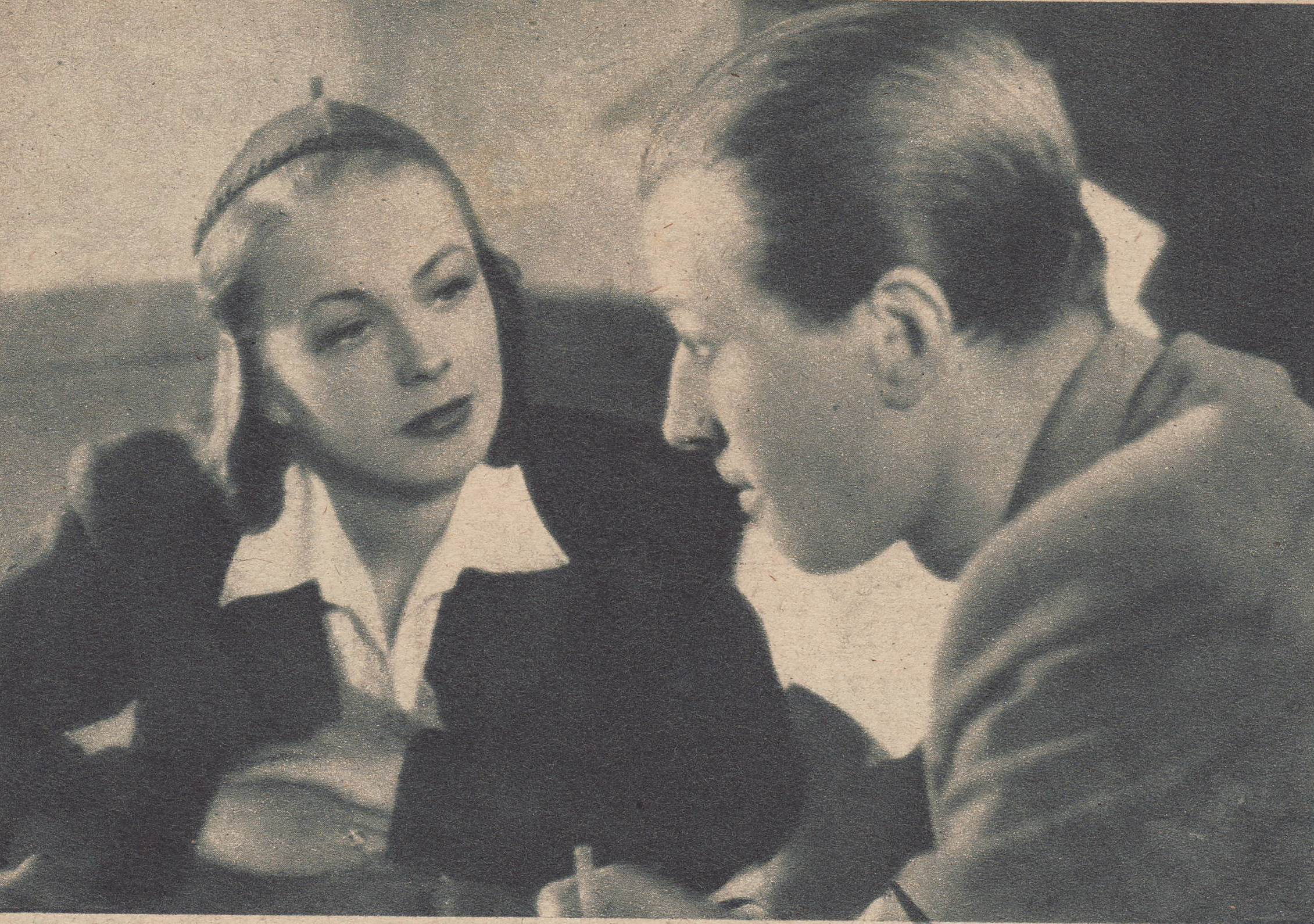
دانوتا شافلارسکا و یان شفیدرسکی در صحنه‌ای از فیلم ترانه‌های ممنوعه

یان شفیدرسکی (لهستانی: Jan Świderski؛ ‏۱۴ ژانویه ۱۹۱۶–۱۸ اکتبر ۱۹۸۸) بازیگر، کارگردان نمایش و آموزگار اهل لهستان است. وی در ابتدا، با اصرار و فشار پدرش، تحصیل در رشته حقوق را در سال ۱۹۳۵ در دانشگاه ورشو آغاز کرد. اما در سال ۱۹۳۸ به دانشکده بازیگری مؤسسه دولتی هنر تئاتر ورشو رفت و اندکی بعد در سال ۱۹۴۸ از رشتهٔ کارگردانی تئاتر مدرسه ملی فیلم ووچ فارغ‌التحصیل شد. وی پس از پایان جنگ جهانی دوم تا سالیان متمادی مدرس و استاد رشته بازیگری و کارگردانی بود و در آکادمی ملی هنرهای نمایشی الکساندر زلوروویچ در ورشو تدریس می‌کرد. او در سال ۱۹۵۰، یکی از بنیانگذاران و سپس عضو طولانی‌مدت هیئت مدیره و همچنین نایب رئیس سندیکای هنرمندان صحنه لهستان بود. از سال ۱۹۷۱، او عضو کمیته شهروندان برای بازسازی دژ پادشاهی در ورشو شد.
وی بابت مشارکت‌های فرهنگی-هنری‌اش برنده نشان‌ها و جوایز فراوانی شد که از میان آن‌ها می‌توان به نشان افتخار تولد لهستان، صلیب شایستگی، نشان چهلمین سالگرد خلق لهستان، نشان سی‌مین سالگرد خلق لهستان، نشان دهمین سالگرد خلق لهستان، نشان شایستگی برای دفاع ملی و کنشگر شایسته فرهنگ اشاره کرد.

## گزیدهٔ نقش‌آفرینی‌ها
- مارپیچ (۱۹۷۸)
- چگونه جنگ جهانی دوم را آغاز کردم (۱۹۷۰)
- خاکستر (۱۹۶۵)
- وداع ناممکن (۱۹۶۲)
- روز هشتم هفته (۱۹۵۸)
- ترانه‌های ممنوعه (۱۹۴۶)